# Hugo Schönherr (Architekt)
Hugo Schönherr (* Juli 1840 in Glauchau; † 29. Juli 1882 in Blasewitz) war ein deutscher Architekt.
Schönherr studierte an der Dresdner Kunstakademie unter Hermann Nicolai. Er arbeitete zusammen mit Richard Weise. Zu seinen Bauten zählt das 1871/1873 mit Richard Weise und Franz Albert Stock errichtete Dresdner Residenz-Theater; mit Richard Weise erbaute er die Villa Dr.-Conert- (Theresien-)Straße 16 (1871/72, 1945 zerstört).

## Familie
Schönherr war verheiratet mit Mathilde geb. Overbeck (1849–1886), der Schwester von Franz Overbeck. Beide hatten zwei gemeinsame Kinder: Franz Schönherr (1879–1945) und Anna Elise Schönherr (1881–1974).